# Jalpuh
A Jalpuh (ukránul: Озеро Ялпуг) egy édesvízi tó Ukrajna délnyugati részén, az Odesszai területen.
Ukrajna legnagyobb természetes tava. Hossza 38 km, szélessége legfeljebb 7 km, területe 149 km². Az átlagos mélysége körülbelül 2,6 m, a legnagyobb (árvíz idején) 6,0 m. A víz térfogata 0,387 km³. A vízgyűjtő területe 4300 km². Tengerszint feletti magassága 2,4 m. A víz hőmérséklete nyáron 24–25 °C, télen a tó befagy és instabil jégtakarót képez.
Legdélibb pontján a Kuhurluj-tóhoz csatlakozik. Északi partja a Bolhrad területével, délnyugaton a Reni-vidékkel, délkeleten pedig az Izmajil-vidékkel határos. Izmajil városától 15 km-re nyugatra található.
A Jalpuhnak két mellékfolyója van. Egyrészt a Bolhrad melletti tóba torkolló 114 km hosszú Jalpuh, amelyről a tó a nevét kapta, másrészt az északkeletről beömlő 21 km hosszú Karaszulak.
A Jalpuh a szomszédos, déli, 82 km²-es Kuhurluj-tavon keresztül kapcsolódik a Dunához. Az 1970-es években a két tavat egy gát választotta el egymástól, amelynek középső része híd volt, így a tavak közötti vízcsere csaknem harmadával csökkent. A gáton halad át az M 15-ös főút, amely Renitől Izmajilig tart.
A Jalpuh valójában egy pleisztocén limán a Duna északi deltájában, és a holocénben a Duna lerakódásai választották el a nyílt tengertől.

## Fordítás
- Ez a szócikk részben vagy egészben  a   Lake Yalpuh című angol Wikipédia-szócikk ezen változatának fordításán alapul.  Az eredeti cikk szerkesztőit annak laptörténete sorolja fel. Ez a jelzés csupán a megfogalmazás eredetét és a szerzői jogokat jelzi, nem szolgál a cikkben szereplő információk forrásmegjelöléseként.